# Георгий Музалон (военачальник)
Георгий Музалон или же Текфур Валенс военачальник крепости Прусса в 1297 году. Он являлся "истребителем всех турок в Восточной Византии" . 
История:
Когда были захвачены крепости Куладжихисар, Белокома, Ярхисар и Инхисар, Музалон услышал об Великом возглавителе всех тюрок Османе Гази. Георгий Музалон пригласил к себе Османа и его сыновей Орхана и Аллаедина, в этой встрече стало ясно, что Осман не собирается останавливаться. В 1298-1300 году он объединяется с верховным командиром монголов На́йманом. Но этот союз разрывает Осман Гази убив На́ймана, тем самым разозлил Георгия Музалона. Он направляется в Константинополь, чтоб попросить у Императора Византии Андроника II армию численностью 5000 солдат. 
Получив армию, он направился к крепости Никея, но большая часть воинов покинула армию и так до прибытия к Никее у Георгия Музалона осталось 2000 человек. После, в 1302 году Осман и его воины сталкиваются с войском Георгия Музалона в Бафейской Битве. Сражение заканчивается разгромом Византийской армии и возвышением Османского Бейлика. Георгий Музалон сбегает с поля битвы и возвращается в Пруссу (Бурсу), а после пропадает без вести.